# TV SLO 1
TV SLO 1 ali TV Slovenija 1 je prvi televizijski kanal RTV Slovenije, ki se osredotoča na novice, igrane filme, dokumentarne filme, pogovorne oddaje, nadaljevanke, otroške programe, različne zabavne predstave in večje nacionalne prireditve v živo.

## Logotipi
- Logotip 1992-1997
- Logotip 1997-2000
- Logotip 2000-2007
- Logotip 2007-2012
- Logotip 2007-2012 (HD)
- Trenutni logotip

## Informativni program
| Naslov oddaje     | Dnevi predvajanja    | Ura                | Voditelji |
| ----------------- | -------------------- | ------------------ | --- |
| Jutranja Poročila | ponedeljek - petek   | 8.00 in 10.00      | Vita Vlašič, Barbara Vidmajer, Ana Gajič, Jan Novak, Nejc Krevs, Valentina Plaskan, Darja Zupan                                 |
| Prvi dnevnik      | ponedeljek - nedelja | 13.00              | Vita Vlašič, Barbara Vidmajer, Ana Gajič, Jan Novak, Darja Zupan, Nejc Krevs, Valentina Plaskan, Barbara Štor, Jasmina Gregorec |
| Poročila ob petih | ponedeljek - nedelja | 16.55              | Saša Krajnc, Katarina Golob, Jasmina Jamnik, Elen Batista Štader                                                                |
| Dnevnik           | ponedeljek - nedelja | 18.57              | Saša Krajnc, Katarina Golob, Jasmina Jamnik, Elen Batista Štader                                                                |
| Odmevi            | ponedeljek - petek   | 22.00              | Igor E. Bergant, Rosvita Pesek, Tanja Starič                                                                                    |
| Poročila ob 22h   | sobota - nedelja     | med 21. in 23. uro | Saša Krajnc, Katarina Golob, Jasmina Jamnik, Elen Batista Štader                                                                |